# MadMan
MadMan fue un virus informático que infectaba archivos EXE. El virus no era demasiado dañino, pero generaba una imagen de una rostro rojo construido con código ASCII de un hombre con los ojos entrecerrados, junto con un texto que decía "Nothing can save you here, friend - you're in my world now!" “Nada puede salvarte, amigo, estás en mi mundo ahora”. Cada vez que el usuario trataba de que el ordenador recuperara la normalidad apretando el comando CTRL+ALT+DEL, los intentos de eliminarlo generaban otros mensajes tales como “Te estoy mirando”, aunque no producía mayores molestias al sistema infectado.